# Cynthia Myers
Cynthia Jeanette Myers (12 de septiembre de 1950 – 4 de noviembre de 2011) fue una modelo, actriz y playmate del mes estadounidense, para el número de diciembre de 1968 de la revista Playboy. 

## Familia
Myers se crio con su madre, Mary, sus abuelos y varias tías y tíos después de que su padre muriese en un accidente de coche cuando ella tenía cuatro años. Tenía dos hermanos: una hermana, Tana, y un hermano, Lance. Tuvo un hijo, Robert Spence.[cita requerida]

## Carrera
Myers fue la primera Playmate de Playboy en la década de los años 50 cuando apareció en la revista en diciembre de 1968. Las fotografías se tomaron en junio de 1968 cuando tenía 17 años, pero era política de Playboy en esa época esperar hasta que la Playmate cumpliese 18 antes de publicar las fotos.
Su reportaje fue titulado «Wholly Toledo!» a causa de la ciudad natal de Myers y sus grandes pechos. Sus páginas centrales fueron fotografiadas por Pompeo Posar, y se convirtió rápidamente en una favorita de las tropas estadounidenses en Vietnam. Las páginas centrales aparecieron en la película de 1987 Hamburger Hill y en la película de 1989 The Siege of Firebase Gloria. Según Myers, tenía 13 años cuando empezaron a crecerle los pechos hasta la talla 39 DD, la que tenía cuando apareció en Playboy. Después del debut en la revista, Myers hizo apariciones frecuentes en la serie de televisión de Hugh Hefner Playboy After Dark en 1969. Hizo una aparición no acreditada enThey Shoot Horses, Don't They? (1969) antes de interpretar el papel protagonista de Casey Anderson, la sensible cantante y bajista bisexual de una banda de rock and roll, en Beyond the Valley of the Dolls (1970). Seguidamente, obtuvo un papel secundario en el western, Molly and Lawless John (1972).
En 1994, una fotografía de Myers desnuda (junto a las playmates Angela Dorian, Reagan Wilson y Leslie Bianchini) fue escaneada e insertada por unos bromistas en la lista de comprobación del manguito del astronauta en la actividad extravehicular del Apolo 12 en la NASA.
En 2009, Myers se convirtió en portavoz para la cerveza Schlitz.

## Muerte
Myers falleció por cáncer de pulmón el 4 de noviembre de 2011.